# ArtePiazza
ArtePiazza è una software house giapponese fondata nel 1989 nota per aver lavorato ad alcuni videogiochi della serie Dragon Quest. Oltre ad aver collaborato con Square Enix, ha prodotto altri titoli come Innocent Life: A Futuristic Harvest Moon con Marvelous e Opoona con Koei Tecmo Games.
Il nome della società deriva dall'unione delle parole italiane arte e piazza.